# أندي ويلكينز
أندي ويلكينز (بالإنجليزية: Andy Wilkins)‏ هو لاعب كرة قاعدة أمريكي، ولد في 13 سبتمبر 1988 في تلسا في الولايات المتحدة.

## وصلات خارجية
- أندي ويلكينز على موقع دوري كرة القاعدة الرئيسي (الإنجليزية)
- أندي ويلكينز على موقعبيزبول رفرنس.كوم (الدوري الرئيسي) (الإنجليزية)
- أندي ويلكينز على موقعبيزبول رفرنس.كوم (الدوري الثانوي) (الإنجليزية)
- أندي ويلكينز على موقع إي إس بي إن.كوم (أم.أل.بي) (الإنجليزية)
- أندي ويلكينز على موقع مشجعي الرسوم البيانية (الإنجليزية)